# Vegas Variety Volume 9
 Vegas Variety Volume 9 – album koncertowy Elvisa Presleya, składający się z utworów nagranych w Las Vegas, 11 grudnia 1976 r.(Dinner Show). Presley miał na sobie Inca Gold Leaf suit. Wydany w 2011 roku.

## Lista utworów
1. "2001"
2. "See See Rider"
3. "I Got a Woman – Amen"
4. "Love Me"
5. "You Gave Me a Mountain"
6. "Rip It Up (part)"
7. "’O sole mio" - "It’s Now or Never"
8. "Blue Suede Shoes"
9. "Help Me" (False start)
10. "My Way"
11. "Intrductions of Beaulieu"
12. "Introductions"
13. "Early Morning Rain"
14. "What’d I Say"
15. "Johnny B. Goode"
16. "Drums Solo"
17. "Bass Solo"
18. "Piano Solo"
19. "Happy Birthday To Tony Brown"
20. "Electric Piano Solo"
21. "Love Letters"
22. "School Days"
23. "School Days" (reprise)
24. "Hurt"
25. "Dialog"
26. "Hawaiian Wedding Song"
27. "Can’t Help Falling in Love"
28. "Closing Vamp"